# Godivyé
Godivyé (en macédonien Годивје) est un village du sud-ouest de la Macédoine du Nord, situé dans la municipalité de Krivogachtani. Le village comptait 166 habitants en 2002.

## Démographie
Lors du recensement de 2002, le village comptait :
- Macédoniens : 165
- Autres : 1